# Lomatium dissectum
Lomatium dissectum là một loài thực vật có hoa trong họ Hoa tán. Loài này được (Nutt.) Mathias & Constance mô tả khoa học đầu tiên năm 1942.

## Hình ảnh

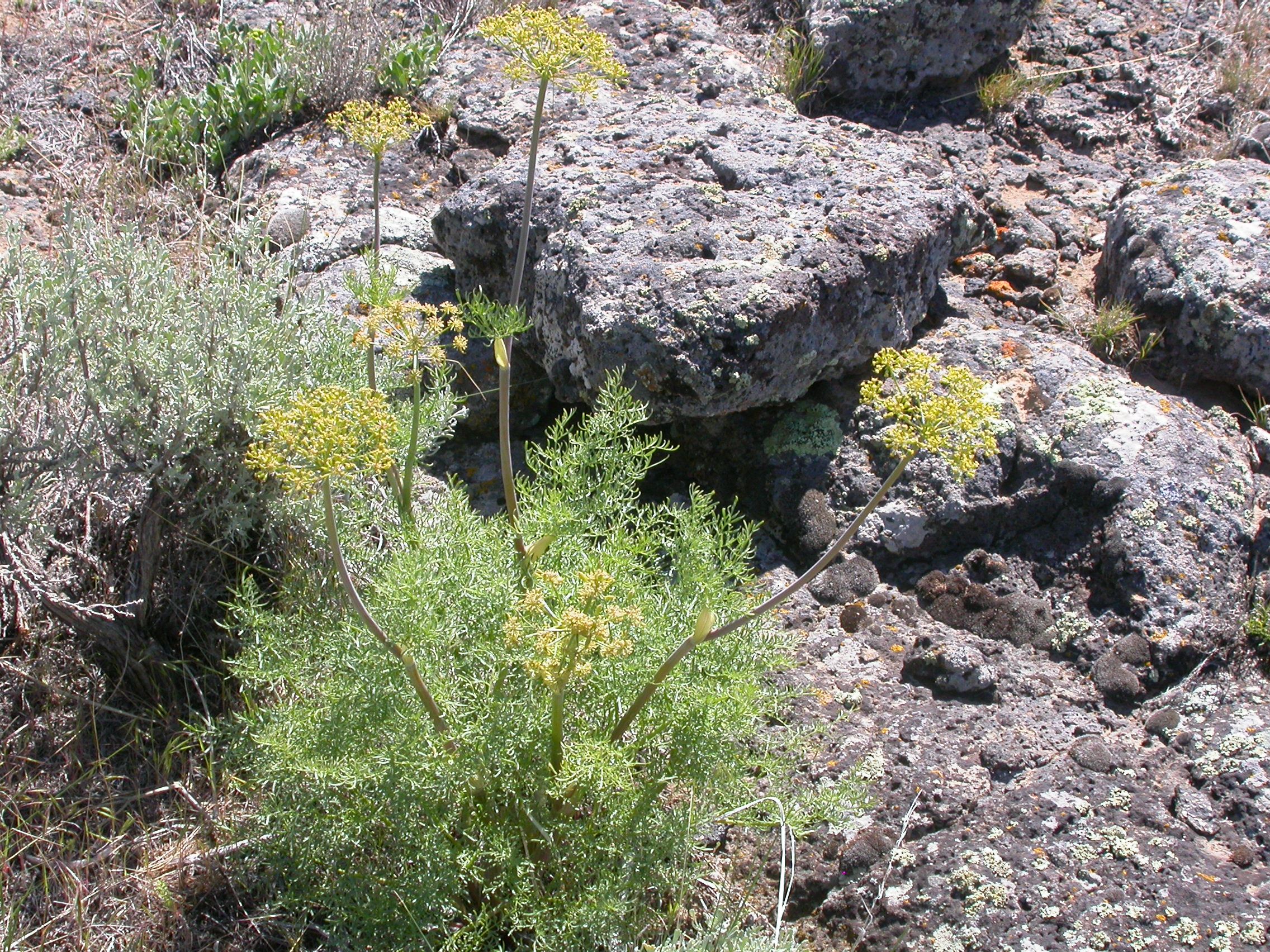
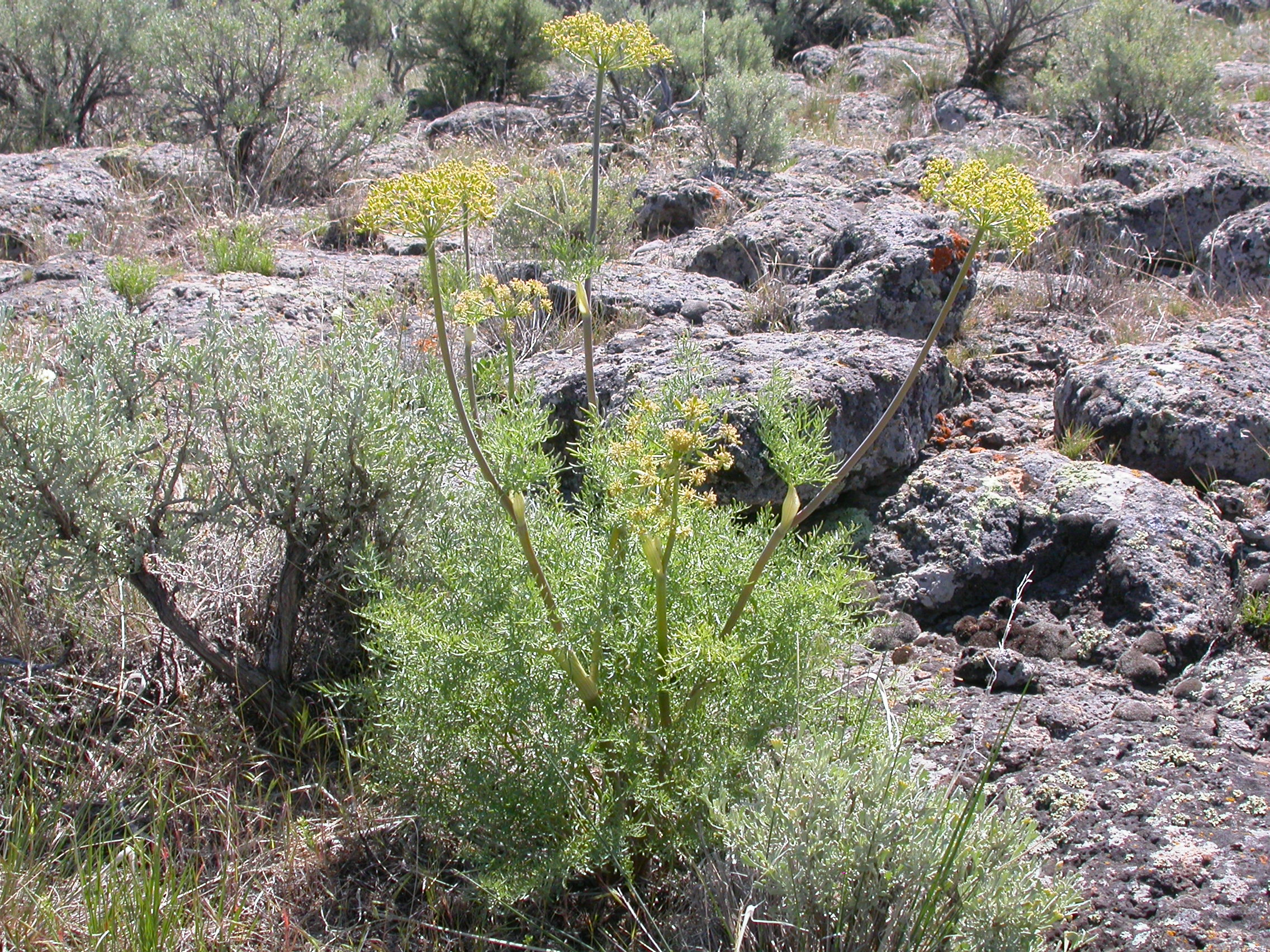
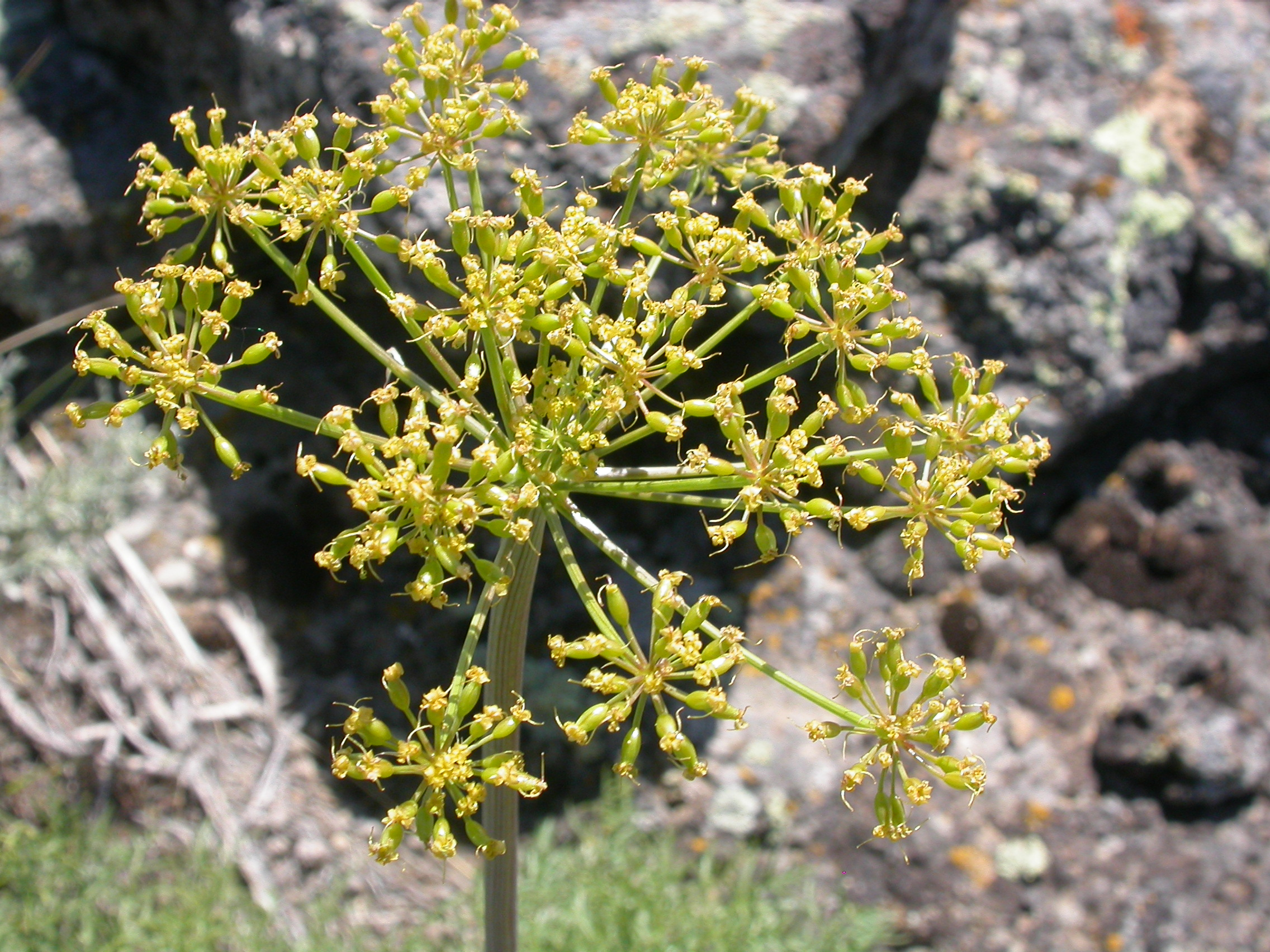
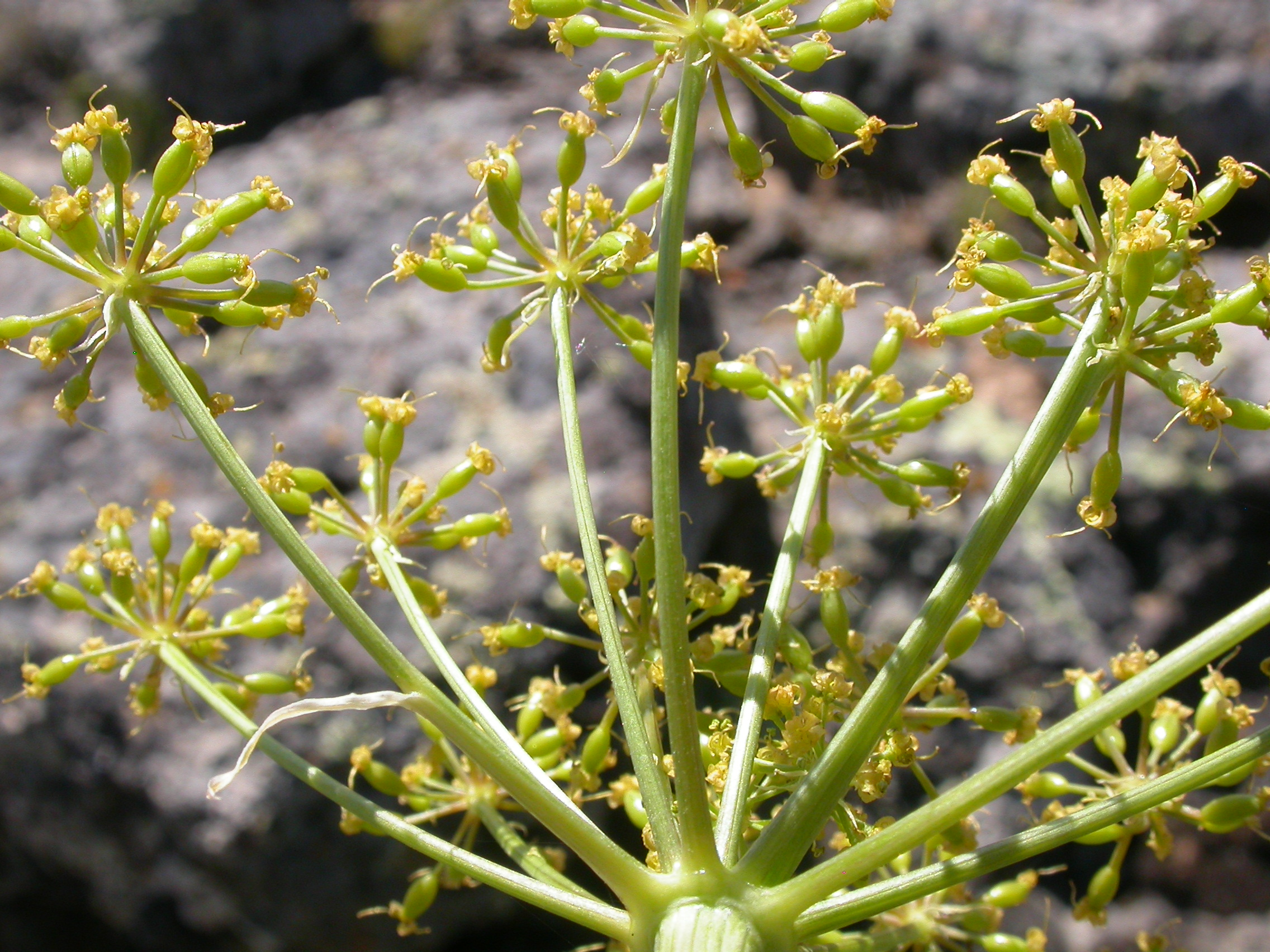